# Juana Manuela Gorriti
Juana Manuela Gorriti Zuviria (Rosario de la Frontera, 15 de juliol de 1818 - Buenos Aires, 6 de novembre de 1896) va ser una escriptora argentina, encara que també s'ha fet cèlebre per les peripècies de la seva vida i per haver tingut com a notòria afició la de ser cuinera.

## Biografia

### Possibles dates de naixement
Els professionals de la història no es posen d'acord amb la data d'exacta de naixement de Juana Manuela, Tristán Valdaspe documenta en la seva Història de la literatura castellana com 1809 la seva data de naixement i 1874 la seva defunció. Per la seva banda Julio A. Muzzio afirma en el seu Diccionari històric i bibliogràfic de la República Argentina que el naixement va ser el 15 de juny 1818 sense precisar data de naixement, aquesta data la reitera José Arturo Scotto en Notes Biogràfiques de 1910 que també dona data a la seva mort, el 6 de novembre de 1892. D'altra banda, el diari "La Nación" en el seu suplement Somnis i realitats de l'any 1907 afirma que va néixer al juny de 1814 sense precisar data de defunció. Addicionalment, Ricardo Rojas en Literatura Argentina només dona data a la seva defunció, el 6 de novembre de 1892.
En un estudi realitzat per confeccionar una placa de bronze realitzada a principis del segle XX per la Societat d'Ajuda Mútua del Personal Subaltern de les escoles del CE16 per donar a la institució que porta el seu nom, s'utilitzen les següents dates i llocs del seu naixement i mort: el naixement el 15 de juny de 1818 en Horcones, província de Salta (segons una informació de Dofí Gorriti) i la data de defunció el 6 de novembre de 1892 a Buenos Aires, d'acord amb un avís fúnebre publicat l'endemà en el diari La Nació.
A l'Església del Socors es troba l'acta de defunció.
Va néixer en Horcones (campament fortificat situat en Rosario de la Frontera, Salta). Va passar la seva infantesa en Horcones, estada que propietat del seu avi patern, el basc Ignacio Gorriti, i en l'antic fort de Miraflores, a la vora del riu Passatge (també anomenat: ric Jurament), on el seu pare va comprar una estada. Filla de Feleciana Zuviría, tucumana, i de José Ignacio Gorriti, els quals van contraure matrimoni a Rosario de la Frontera. Va ser la penúltima de 8 germans i germanes.

### Família
El seu pare va ser diputat representant de Salta al Congrés de Tucumán que va declarar la Independència el 9 de juliol de 1816, va ser sengles vegades governador de la província de Salta i amic personal del Gral. Güemes. Va contribuir a la causa de la Independència aportant diners i hisenda i va ser combatent. A més de Juana Manuela van tenir altres set fills i filles.
Juana Manuela Gorriti va ser neboda del cèlebre polític i canonge, també jujeño, Juan Ignacio Gorriti, qui va beneir la bandera de Belgrano (1812) i únic capellà governador de Salta, i de José Francisco Pachi Gorriti, la primera llança dels gautxos de Güemes. El seu avi patern va morir a Horcones i va ser sepultat a l'antiga església parroquial de Rosario de la Frontera en 1875.
Una tia va enviar-la a Salta als sis anys per estudiar en una escola religiosa a un convent però no va tolerar estar tancada, es va emmalaltir i va haver de tornar a la seva llar sent la fi dels seus estudis formals. A partir de llavors va llegir nombrosos llibres i va començar a escriure contes.
En 1831, sent el seu pare unitari, i després d'enfrontar en armes al federal Facundo Quiroga, la seva família es va veure obligada a emigrar de Horcones i Miraflores i a emigrar a Bolívia, allí va viure entre els llibres de la biblioteca familiar a Horcones, terra que sempre evoca en la seva obra. Va estudiar breument en Salta però va aprendre a fer-se fort en el desterrament.

### Matrimoni

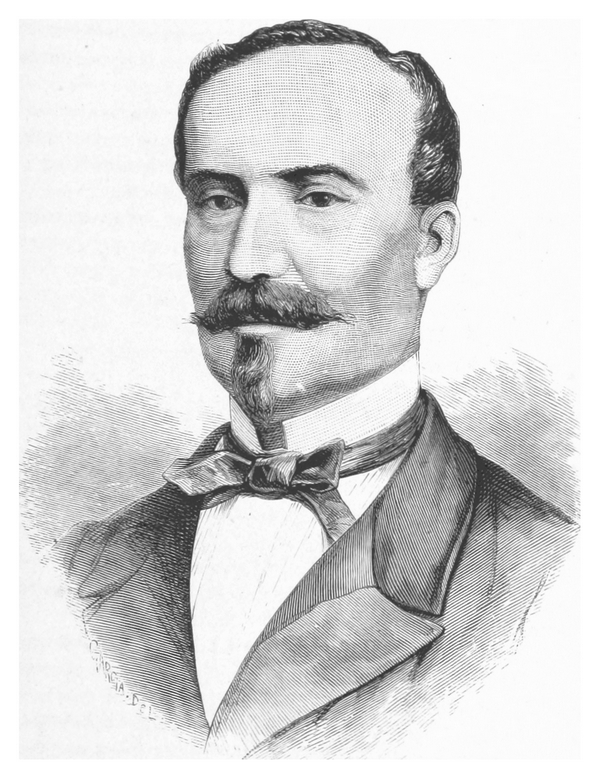
Manuel Isidoro Belzú, espòs de Juana Manuela Gorritti.

Es va casar molt jove a La Pau sense pompes ni ostentació, amb Manuel Isidoro Belzú. La seva trobada havia succeït en Tarija, mentre la família Gorriti romania com a hostes de Fernando María Campero Barragán, el fill de l'últim Marquès de Yavi,
a la seva casa situada enfront de la plaça central d'aquesta ciutat. D'aquesta unió van néixer dues nenes: Edelmira i Mercedes.
Belzú un bon dia va abandonar la seva llar i es va posar al capdavant d'un batalló, presentant-se en el palau governamental per exigir la renúncia del president Ballivián. El seu intentona fracassa, és processat, destituït i expatriat al Perú.
Si bé Juana Manuela estava en desacord amb l'actuació del seu espòs, que anava contra els seus principis, va seguir-lo fins al Perú. No obstant això, el seu company va preparar un nou piquet per posar-se al capdavant d'un exèrcit amb el propòsit de derrotar el govern del seu país. Va entrar triomfant en la Pau i es va proclamar President de la República l'any 1848.
Juana va quedar sola a Lima on va obrir una escola mixta d'educació primària. Allí va tenir origen el seu ja famós saló literari que va congregar a les personalitats més excel·lents. Els seus contes i novel·les van ser publicats i difosos a Xile, Colòmbia, Veneçuela i Argentina.
Belzú, amb el seu talent i carisma va aconseguir fanatitzar a les masses, indígenes i mestissos
de la Pau ho veneraven cridant-ho el Tata Belzú (papà Belzú). A la seva esposa, li va correspondre demostrar la seva pétrea fortalesa, en els tràgics successos del 26 de març de 1865. Aquesta data, Belzú va aconseguir que un aixecament popular prengués la ciutat de la Pau, ocupant els edificis públics i declararando deposat al dictador Mariano Melgarejo i va proclamar a Belzú com a president. No obstant això, els revoltats no van comptar amb l'empenta de Melgarejo, qui sabre en mà i al capdavant d'una petita divisió de coraceros, secundats pel coronel Narcís Campero Lleis, es va obrir pas des de les lomadas de l'Alt fins a la Palau de Govern enfront del qual, a la Plaça, la multitud s'emborratxava com a festeig del triomf. Melgarejo va ingressar al Palau i desoint les súpliques de Campero, va ultimar d'un tret a Belzú, va prendre el cadàver ensangonat i ho va presentar a la multitud. Narcís Campero en les seves memòries descriu que després d'aquest fet, el cadàver de Belzú va ser ultrajado i abandonat en el primer pis del Palau, fins que la seva esposa Juana Manuela Gorriti es va presentar per reclamar-ho.

Davant aquests tràgics successos, l'escriptora traça una línia al passat i ho acomiada amb eloqüents paraules:
| «                                | El 27 de marzo de 1865, dos días después de la fecha de la carta de Ud., Belzú, mi marido, el hombre que enlutó mi destino entero, vencedor de un combate en el que el pueblo derrotó al ejército, fue asesinado por el general que mandaba este. Vinieron a decirme que Belzú había caído atravesadas las sienes de un balazo, y yo corrí en medio del combate; llegué hasta donde yacía el desventurado ya cadáver, lo levanté en mis brazos y en ellos lo llevé a casa: a ese hogar que él había abandonado tanto tiempo hacía! Con mis manos lavé su ensangrentado cuerpo, y acostándolo en su lecho mortuorio, lo velé y no me aparté de él hasta que lo coloqué en la tumba. La misión de la esposa parecía ya acabada; mas he aquí el pueblo que me rodea y me pide más: me pide que lo vengue. Sí: lo vengaré con una noble y bella venganza, haciendo triunfar la causa del pueblo que era la suya. | » |
| — Juana Manuela Gorriti de Belzú | |   |

### Viatge a Buenos Aires i retorn a Perú
En 1874 es va establir a Buenos Aires, on es va dedicar a recopilar i imprimir la seva producció i a escriure relats autobiogràfics, com el text titulat "L'íntim", editat després de la seva mort, esdevinguda a Buenos Aires, en 1892.
En 1879 torna a Lima on mor la seva filla Mercedes. Entre 1880 i 1886 va alternar entre Lima i Buenos Aires. En 1886, anciana i malalta va tornar des de Buenos Aires a Salta en ferrocarril, assetjada pel pressentiment de la mort, per visitar els escenaris de la seva infància.En els seus últims anys, cerca els llocs de la seva felicitat, i no cessa de viatjar mentalment cap a ells, de recordar. Amb ella es tanca l'etapa dels precursors i precursores de la novel·la argentina, ja que els fonaments de l'actual estan en la generació del 80. Juana Manuela configura un segle d'avanç pel només fet d'haver hagut de valer-se per si mateixa, va trobar un món hostil i insensible a les seves aspiracions.
Juana Manuela Gorriti s'ha fet cèlebre no només per la seva vida plena de vicissituds, pel seu innegable valor com a literata, per ser en la seva maduresa una política progressista sinó pel seu interessant llibre d'art culinària anomenat La cuina eclèctica; tal llibre, a més del valor gastronòmic, actualment té un gran valor documental, ja que aporta moltes receptes folklòriques argentines, d'altres països llatinoamericans i fins i tot cuina europea de la seva època.

### Defunció

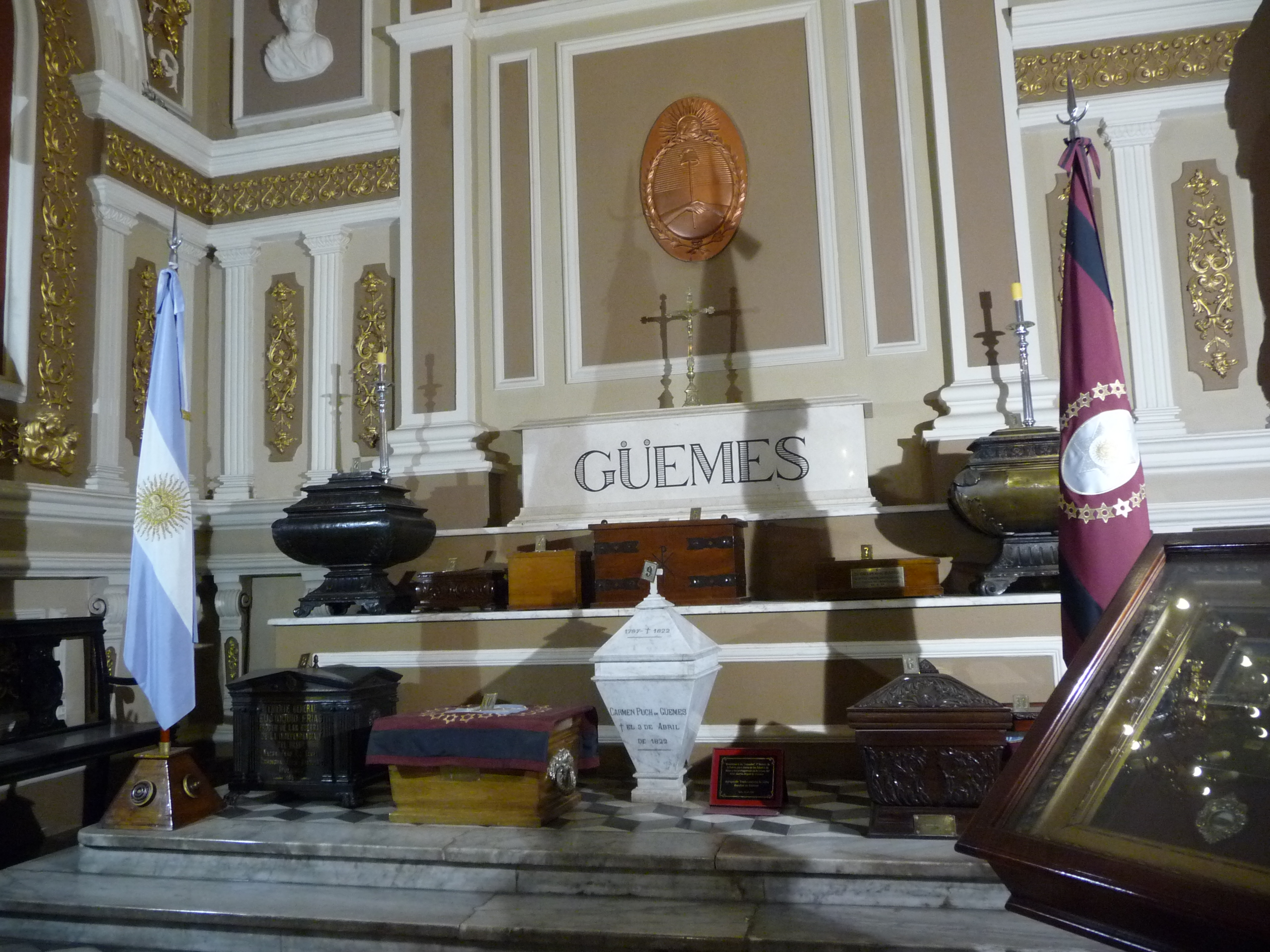
Panteòn de les Glòries del Nord, Catedral de Salta.

Les seves restes, que estaven al Cementiri de la Recoleta, primer van ser dipositades a la volta pertanyent a la família Posch però en l'actualitat descansen al Panteó de les Glòries del Nord, Catedral de la ciutat de Salta. Una estrofa de l'Himne a Rosario de la Frontera l'evoca com la màxima personalitat de la cultura sorgida d'aquesta terra del sud de la província de Salta.

## Obres
La Revista de Lima va publicar per lliuraments en 1845 la novel·la juvenil La quena, l'argument de la qual és una història d'amor entre una princesa dels inques i un espanyol, Juana Manuela que va poder haver-la escrit quan tenia divuit anys, sent la primera d'una sèrie de publicacions de variades temàtiques que escriuria i publicaria de forma successiva.
En 1848 va publicar el relat La quena, obra que va marcar l'inici de la novel·la a Argentina, a aquesta publicació li van seguir una extensa sèrie de títols com a Somnis i realitats en 1875 i va continuar amb Don Dionisio Puch l'any 1869. A la sèrie va agregar-li Panorames de la vida (1876), dos anys després Misceláneas. L'any 1892 va escriure tres llibres: La terra natal, Perfils i Vetllades literàries de Lima. Juana Manuela va perfeccionant la seva escriptura a mesura que va desenvolupant la seva vida, enfocant-se a la regió andina de l'Argentina, Boliva i Perú. Als seus textos es pot analitzar com es va construir un espai femení dins de la cultura de cada país a més d'altres aspectes culturals.
L'any 1863 va estriure Somnis i realitats tres vegades, perquè el manuscrit original es va perdre en el viatge cap a Buenos Aires. Finalment la publicació va sortir al carrer el 1865 i va ser considerada autora argentina malgrat haver viscut molt temps a l'estranger.
En el relat Misceláneas va descriure els seus dies de casada, la seva vida a Bolívia on els soldats i les seves companyes es divertien de diferents formes: festes, apostes i jocs.

### Llista
- La cuina eclèctica.
- Somnis i realitats (en anglès[Enllaç no actiu]).
- Peregrinacions d'una ànima trista[Enllaç no actiu]

### Periodisme
- Fongui la revista internacional La alborada del Plata.

### Contes
- Qui escolta el seu mal sent.
- Una aposta.
- L'estel de la deu.
- La filla del panotxer.
- La Filla del Silenci.
- El guant negre.

### Novel·les
- La guerra.
- Àlbum d'un pelegrí.
- El pou del Yocci. (1869).
- La terra natal. (1889).
- Oasi en la vida (1888).

### Panorames de la vida
- Un drama de 15 minuts.
- El postrer mandat.
- Un viatge infaust.
- Una querella.
- Belzú.
- Els bessons del Illimani.
- Una visita al manicomio.
- Un viatge al país de l'or.
- L'aparedat.
- El fantasma d'un rancor.
- Una visita infernal.
- Yerbas i agulles.
- Caure dels núvols.
- La nostra Senyora dels Desemparats.
- Impressions del dos de maig.
- Gethsemaní.
- El dia de difunts.
- La ciutat dels contrastos.
- Escenes de Lima.
- Camila O'Gorman.
- Feliza.

### Edició de les obres completes
- Gorriti, Juana Manuela [recerca i cura de l'ed. Alicia Martorell]: Obres completes (6 toms). Salta (Argentina): Fundació del Banc del Nord-oest, 1993-1999. ISBN 987-99027-1-8.
- Gorriti, Juana Manuela: Un solo de quena. La quena i altres narracions. La tinta del calamar edicions, maig de 2008. Amb un pròleg a la present edició de Ricardo González Leandri i Clara Obligat.

## Homenatges
Una escola a la ciutat de Buenos Aires, al barri de Vila Urquiza porta el seu nom.

### Literatura sobre Juana Manuela Gorriti
- Arambel-Guiñazú, María Cristina, i Claire Emilie Martín (2001): Les dones prenen la paraula. Escriptura femenina del segle xix a Hispanoamèrica (volum I). Madrid/Frankfurt: Iberoamericana/Vervuert, 2001.
- Batticuore, Graciela (1999): El taller de l'escriptora: vetllades literàries de Juana Manuela Gorriti. Lima - Buenos Aires (1876/1877-1892). Rosario: Viterbo (Biblioteca Tesi: assaig), 1999.
- Efrón, Analía (1998): Juana Gorriti. Una biografia íntima. Buenos Aires: Sud-americana, 1998.
- Fletcher, Lea (1994): Dones i cultura en l'Argentina del segle XIX. Buenos Aires: Feminaria, 1994.
- Església, Cristina (1993): L'aixovar de la pàtria: assajos crítics sobre Juana Manuela Gorriti. Buenos Aires: Feminaria, 1993. ISBN 987-99025-3-X.
- Mercader, Martha: Juanamanuela, molta dona (novel·la). Buenos Aires: Sud-americana, 1980.
- Mizraje, María Gabriela (1999): Argentines des de Roses fins a Perón: Marieta Sánchez, Juana Mans, Juana Manuela Gorriti, Eduarda Mansilla, Emma de la Barra, Alfonsina Storni, Norah Lange, Victoria Ocampo, Beatriz Guido, Alejandra Pizarnik, Griselda Gambaro. Buenos Aires: Biblos (Biblioteca de les Dones: 9), 1999. ISBN 950-786-223-4.
- Molina, Hebe Beatriz (1999): La narrativa dialógica de Juana Manuela Gorriti. Mendoza (Argentina): Facultat de Filosofia i Lletres de la Universitat Nacional de Que el seu, 1999.
- Arguedas, Alcídes, Història General de Bolívia. La Pau: Joventut, reimpressió, 1984
- Margarita Pierini (2010). Versions creuades, presències i omissions en la nostra història cultural: el cas de Juana Manuela Gorriti [de Belzú], assaig presentat en la Primera Trobada Argentina-Bolivià d'Historiadors “Histories compartides de trobades i desacords”, Cochabamba (Bolívia), Universitat Nacional de Quilmes, 2010.